# Antônio Dumas
Antônio Dumas Ramalho Esteves (Santo André, 28 novembre 1955 – Conakry, 30 dicembre 2019) è stato un allenatore di calcio brasiliano.

## Carriera
Nel 1990 ha allenato l'Itabaiana. Nel 1991 è divenuto tecnico del Pirambu. Nel 1998 è stato nominato commissario tecnico della Nazionale gabonese. Ha partecipato, con la Nazionale gabonese, alla Coppa d'Africa 2000. Nel marzo 2000 è divenuto commissario tecnico della Nazionale di Sao Tome e Principe. Nel 2002 è stato scelto come commissario tecnico dalla Nazionale togolese in sostituzione di Diego Garzitto, mantenendo l'incarico fino al 2004. Dal 2004 al 2006 è stato commissario tecnico della Nazionale equatoguineana. Nel 2011 ha allenato il Socorrense. Nel gennaio 2012 ha firmato un contratto con l'Al-Mourada. Nella stagione 2012-2013 è stato direttore tecnico del Gabès. Nel 2013 è divenuto tecnico dell'Al Jazeera Zuwarah. Nel 2014 ha firmato un contratto con l'Hafia. Nel 2015 è stato ingaggiato dal Kaloum Star. Nel luglio 2016 ha firmato un contratto con il JS Kairouan, club con cui ha terminato il proprio rapporto il successivo 16 ottobre.